# Adriana Gerši
Adriana Gerši (* 26. Juni 1976 in Šternberk, Tschechoslowakei) ist eine ehemalige tschechische Tennisspielerin.

## Karriere
Adriana Gerši, die am liebsten auf Hartplätzen spielte, begann im Alter von sieben Jahren mit dem Tennis. Als sie 18 Jahre alt war, wurde sie Profispielerin. Während ihrer Tennislaufbahn gewann sie ein WTA-Turnier und zwei ITF-Turniere im Einzel. 2002 beendete sie ihre Karriere.
1997 und 1998 spielte sie für die tschechische Fed-Cup-Mannschaft. Von ihren fünf Partien konnte sie zwei gewinnen.

## Turniersiege

### Einzel
| Nr. | Datum          | Turnier  | Kategorie   | Belag     | Finalgegnerin          | Ergebnis    |
| --- | -------------- | -------- | ----------- | --------- | ---------------------- | ----------- |
| 1.  | 14. Juli 1996  | Istanbul | ITF $75.000 | Hartplatz | Petra Langrová         | 4:0 Aufgabe |
| 2.  | 9. April 2000  | Dubai    | ITF $75.000 | Hartplatz | Tathiana Garbin        | 6:4, 6:3    |
| 3.  | 5. August 2001 | Basel    | WTA Tier IV | Sand      | Marie-Gaïané Mikaelian | 6:4, 6:1    |

## Persönliches
Am 14. Juni 2003 heiratete sie den Tennisspieler David Rikl, mit dem sie drei Kinder hat. Der gemeinsame Sohn Patrik ist ebenfalls professioneller Tennisspieler.